# II. Keresztély dán király
II. Keresztély (dánul Christian 2.), (Nyborg, 1481. július 1. – Kalundborg, 1559. január 25.) Dánia és Norvégia 1513-tól 1523-ig, valamint rövid ideig Svédország királya 1520-tól 1523-ig. Svédország elfoglalásával megpróbálta visszaállítani a kalmari uniót, de a koronázása utáni tömeges kivégzések újabb felkelést szítottak, és az unió véglegesen felbomlott. 1523-ban elűzték trónjáról, és száműzetésben élt. 1531-ben megpróbált visszatérni, de fogságba került, és élete hátralevő 27 esztendejét őrizetben töltötte.

## Ifjúsága
Keresztély 1481-ben született János dán király és felesége, Krisztina szász hercegnő fiaként.
Keresztély elkísérte apját, amikor az 1497-ben meghódította Svédországot és 1501-ben harcolt a fellázadó svédek ellen. 1506-ban Norvégia alkirályává nevezték ki; már itt megpróbálkozott a norvég főnemesség és a Titkos Tanács befolyásának visszaszorításával.
János király halála után Keresztély utódlását a három ország nemesi gyűlése, a Herredag volt hivatott eldönteni, amit 1513-ban Koppenhágában hívtak össze. Dánia és Norvégia elfogadta uralkodójának, ám a svéd küldöttség így szólt: "Választhatunk, hogy béke lesz otthon és itt viszály; vagy béke itt és polgárháború otthon, mi pedig inkább az elsőt választjuk." így a svéd koronát illetően a döntést elhalasztották. 

## Uralkodása
Keresztély már ifjúkora óta inkább bízott a közrendűekben mint az arisztokratákban, és  ilyen irányú érzelmeit csak fokozta szerelme a holland származású norvég polgárlány, Dyveke Sigbritsdatter iránt, aki 1507-ben vagy 1509-ben lett a szeretője. 1515. augusztus 12-én feleségül vette Habsburg Izabellát, I. Miksa császár unokáját. Ám szeretőjével nem szakított, és csak annak 1517-es, gyanús körülmények közti halála tudta megelőzni, hogy konfliktusba keveredjen V. Károly császárral. 
Keresztély Torben Oxe nagybirtokost gyanúsította Dyveke meggyilkolásával és kivégeztette, annak ellenére, hogy az Államtanács felmentette őt a vádak alól. A király ezek után ahol tehette, a nemesség ellenében közrendűeket helyezett a fontos posztokra. 
Legfőbb tanácsadója Dyveke anyja, Sigbrit Willoms volt. A király először az Øresund vámjainak kezelését bízta rá, majd idővel teljes egészében ő intézte az ország pénzügyeit. A polgári származású Sigbrit tehetséges középosztálybeliek maga köré gyűjtésével egyfajta alternatív belső királyi tanácsot hozott létre, amely már a főnemesség Rigsraadetjének hatalmát fenyegette. Az arisztokrácia természetesen rossz szemmel nézte a változásokat és minden népszerűtlen intézkedés, rossz döntés miatt „azt a mocskos szájú holland boszorkányt” hibáztatta „aki megbabonázta a királyt”.  Egyelőre azonban belenyugodtak Keresztély akaratába.

## Svédország visszafoglalása
Eközben rohamosan romlott a viszony Svédországgal, ahol a függetlenségpárti kormányzó, Ifjabbik Sten Sture elkobozta az unionista uppsalai érsek, Gustav Trolle birtokait, és a konfliktus fegyveres összecsapásig fajult. A várában ostromolt érsek dán segítségért küldött, de Keresztély csapatait Sture parasztkatonái visszaverték. 1518-ban a dánok újból próbálkoztak, de megint csak vereséget szenvedtek. Az érseket megfosztották hivatalától és bebörtönözték, emiatt a pápa interdictum alá helyeztette Svédországot. 
1520 elején Keresztély francia, német és skót zsoldosokból álló sereggel újból átkelt Svédországba. Ezúttal sikerrel járt, a bogesundi csatában legyőzte Sten Sturét, aki maga is súlyos sebet kapott, és néhány nappal később meghalt. Ezek után a svéd Államtanács már hajlandó volt királyának elfogadni Keresztélyt, ha ígéretet tesz, hogy a saját törvényeik szerint kormányozza a svédeket és amnesztiát ad a korábbi királyellenes cselekedetekre. 
Egyes parasztcsapatok még kitartottak, őket csak áprilisra sikerült szétverni; Sture özvegye, Christina Gyllenstierna pedig elsáncolta magát Stockholmban, és csak szeptemberben, sok hónapos ostrom után adta meg magát úgy, hogy amnesztiát ígértek neki. November 1-én az ország képviselői hűséget esküdtek Keresztélynek, 4-ére pedig kitűzték a koronázást.

## A stockholmi vérfürdő
Bővebben: Stockholmi vérfürdő

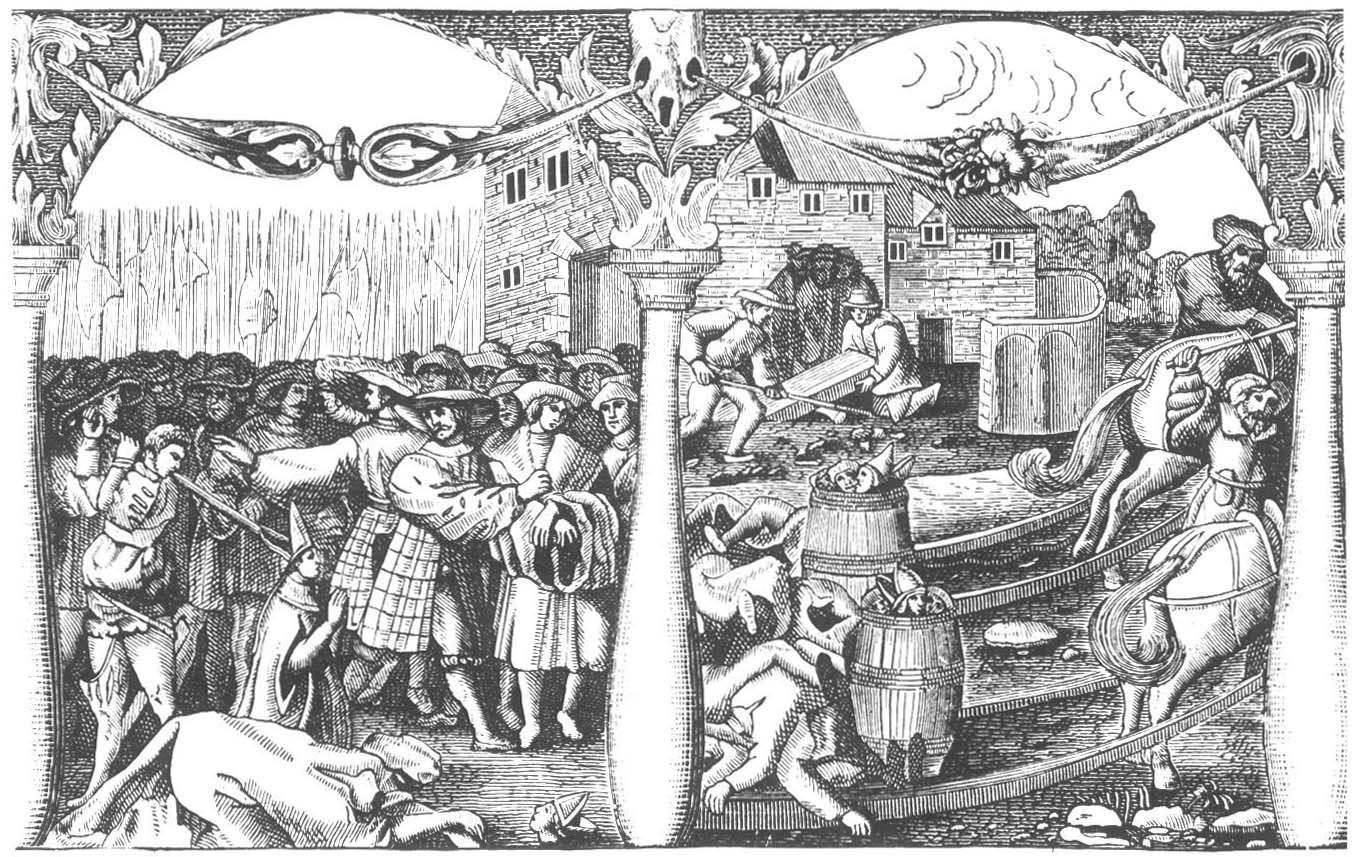
A stockholmi vérfürdő

Miután a kiszabadított és tisztségébe visszahelyezett uppsalai érsek felkente és megkoronázta a királyt, háromnapos ünnepség kezdődött. November 7-én aztán Trolle érsek a palotában eretnekséggel vádolta meg azokat a tanácstagokat, akik aláírták birtokainak elkobzását, és listája alapján a dán katonák elkezdték letartóztatni a vendégeket. 
Másnap reggel egy Trolle által elnökölt egyházi tanács a vádlottakat, szinte kizárólag függetlenségpárti főurakat és gazdag polgárokat, eretnekségben bűnösnek talált és halálra ítélt. Még aznap délben két püspök lefejezésével megkezdődtek a kivégzések, a püspököket tizennégy nemes, három polgármester, tizennégy városi tanácstag fővétele és felakasztása követte. A kivégzések másnap is folytatódtak, összesen 82 köztiszteletben álló polgári és egyházi személyt, valamint nemest öltek meg. 
Keresztély elrendelte Sten Sture és kisgyermeke holttestének exhumálását és elégetését. Christina Gyllenstiernát más svéd nemesasszonyokkal együtt Dániába hurcolták túsznak.   
Keresztély a vérengzést azzal indokolta, hogy a pápai kiközösítés elkerülése miatt volt szükség az eretnekség elfojtására; eközben a pápának bocsánatkérő levelet küldött a püspökök kivégzéséért. A vérfürdő miatt Svédországban Zsarnok Keresztélyként (Kristian Tyrann) emlegetik.

## Reformkísérletei
Miután Keresztély visszatért Dániába, 1521 nyarán a németalföldi gazdag polgárvárosokat látogatta meg, személyesen találkozott Quentin Matsyssal, Rotterdami Erasmussal és Albrecht Dürerrel, aki a portréját is megfestette. Ekkor mondta: „Az apró intézkedések haszontalanok; az a legjobb és legerősebb orvosság, amelyik az egész testet alaposan megrázza.”
Szeptemberben hazautazott, és új törvénykönyvet kiadva merész reformokba fogott. Intézkedéseit jórészt holland mintára hozta. Jobb oktatást kívánt nyújtani az alsópapságnak, és megnyirbálta a püspökök és érsekek politikai hatalmát. Megszüntette azt „a bűnös és keresztényietlen gyakorlatot, hogy a parasztokat úgy adták-vették, mint az állatokat”, és megkönnyítette a céhekbe való felvételt.

## Bukása

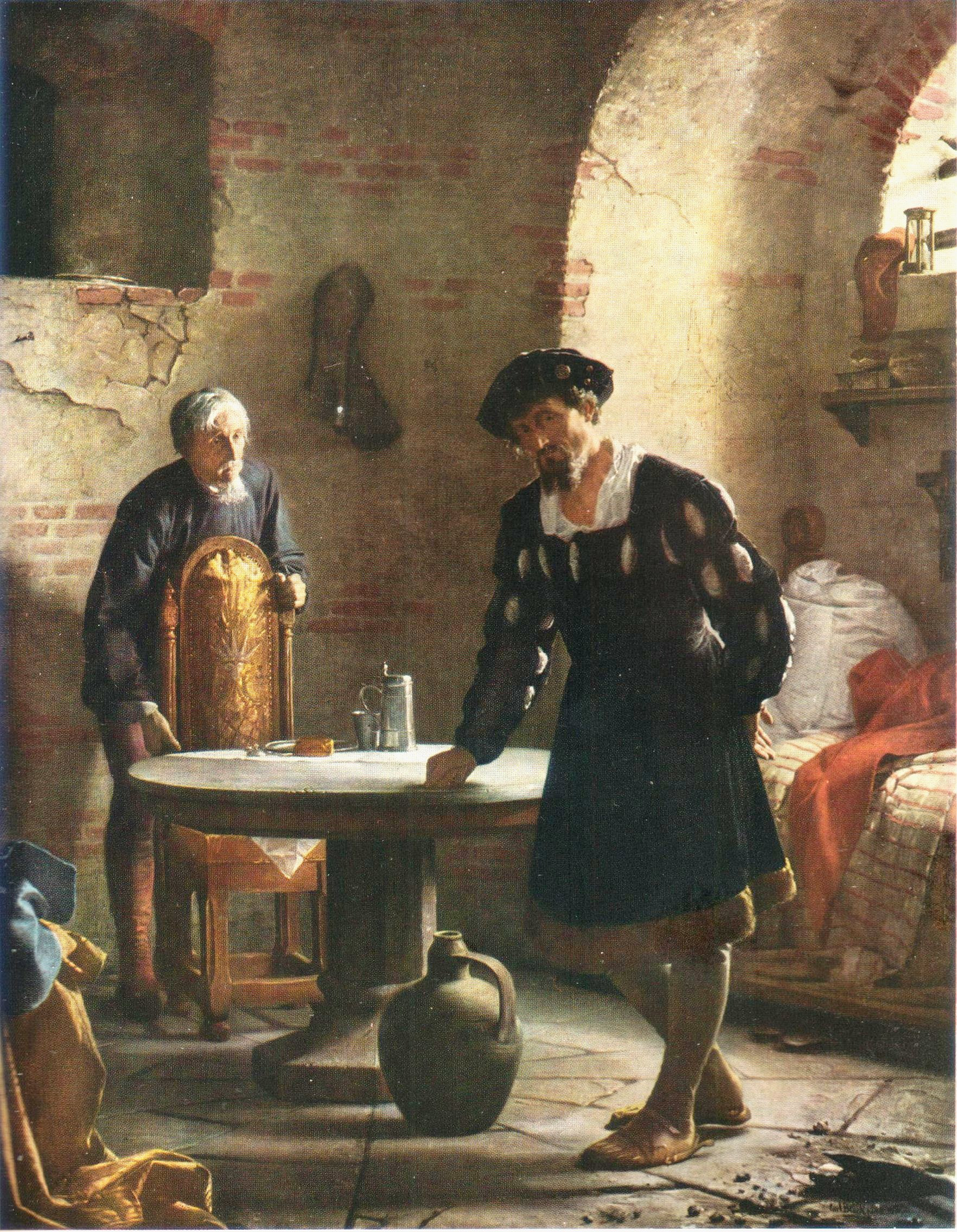
Keresztély Søndenborg várában. C. H. Bloch festménye, 1871

Bár a király reformjai önmagukban előremutatók voltak, olyan pillanatban hozta meg őket, amikor alattvalói tűrőképességük határára érkeztek. Svédországban Gustav Vasa vezetésével már lángolt az újabb lázadás, a dánok és norvégok pedig Keresztély hadjáratainak költségeit nyögték, és az uralkodó holland tanácsadói és holland törvényei sem nyerték el a tetszésüket. A pénzszűkében levő király megemelte az Øresund vámjait, és elfogatott néhány, a vámot elkerülni próbáló holland hajót; ezzel magára haragította a németalföldieket és a Hanza-szövetséget is. 
1523. január 20-án a jütlandiak fellázadtak Keresztély ellen, és nagybátyjának, Frigyesnek kínálták fel a koronát. A mindenfelől szorongatott Keresztély elhagyta az országot, és a zeelandi Veere-be hajózott. Száműzetése idején a brabanti Lier városában élt, és várta sógorának, a német-római császárnak a segítségét. Keresztély Luther Mártonnal is felvette a kapcsolatot, és egy darabig az egyházreformer követőjévé vált. De miután I. Frigyes és Gustav Vasa is a reformáció híve lett, Keresztély rekatolizált és kibékült a császárral. 
Eközben Dániában és Norvégiában az uralkodóváltás és a reformáció terjedése komoly belső konfliktusokhoz vezetett. 1524-1525-ben parasztfelkelések kezdődtek Keresztély visszahozatala érdekében, amiket Frigyes király kíméletlenül levert.  
Keresztély 1531. október 24-én szánta el magát, és elindult, hogy visszaszerezze királyságait. Egy vihar azonban szétszórta a flottáját, és seregének egy része odaveszett. A Dél-Norvégiában partot érő király eleinte sikereket könyvelhetett el, a norvég Államtanács hűséget fogadott neki, de amikor megérkezett a dán-lübecki flotta, belátta helyzetének reménytelenségét, és megadta magát, azzal a feltétellel, hogy Frigyes elé viszik és utána szabadon távozhat. 
Frigyes azonban őrizetbe vette, és Sønderborg várában tartotta fogva. 1534-ig viszonylag szabadon mozoghatott és sok látogatót fogadhatott, ám ezután bezárták egy toronyba. III. Keresztély 1549-ben enyhítette fogsága feltételeit, és átköltöztette Kalundborg kastélyába, ahol sétákat tehetett, vadászhatott és lakomákat rendezhetett. A volt király itt élt egészen 1559. január 25-én bekövetkezett haláláig. 
A hányattatott sorsú királyról több legenda is kering. Állítólag 1523 februárjában, Dániából való menekülésekor egy éjszaka folyamán hússzor kelt át ide-oda a Kis-Bælt tengerszoroson, nem bírva eldönteni, hogy elhagyja-e az országot, míg végül feladta a harcot. Egy másik legenda szerint a Sønderborgban fogva tartott Keresztély állandóan egy kerek asztal körül járkált, és ujjával egy árkot dörzsölt körben az asztallapon.

## Családja
II. Keresztély és Habsburg Izabella házasságából hat gyermek született. 
- János (1518. február 21 – 1532. augusztus 2) a német-római császár udvarában élt, 14 évesen meghalt
- Fülöp Ferdinánd (1519. július 4. - 1520) ikrek
- Miksa (1519. július 4. - 1519) ikrek
- Dorottya (1520. november 10. – 1580. május 31.) feleségül ment II. Frigyes rajnai palotagrófhoz
- Krisztina (1522 – 1590) feleségül ment II. Francesco Sforza milánói herceghez, majd I. Ferenc lotaringiai herceghez
- koraszülött gyermek (1523. január)

## Fordítás
- Ez a szócikk részben vagy egészben  a   Christian II of Denmark című angol Wikipédia-szócikk ezen változatának fordításán alapul.  Az eredeti cikk szerkesztőit annak laptörténete sorolja fel. Ez a jelzés csupán a megfogalmazás eredetét és a szerzői jogokat jelzi, nem szolgál a cikkben szereplő információk forrásmegjelöléseként.